# Торбијера (Тренто)
Торбијера је насеље у Италији у округу Тренто, региону Трентино-Јужни Тирол.
Према процени из 2011. у насељу је живело 34 становника. Насеље се налази на надморској висини од 656 м.